# 多阶等差数列
多阶等差数列，又称为高阶等差数列，指二阶或二阶以上的等差数列。將一个数列的所有后项与前一项之差组成一个新的数列，如果这个新的数列是普通等差数列，原数列就是二阶等差数列。例如：数列{\displaystyle 1,2,4,7,11,16,22,29\cdots }前后项之差所组成的新数列{\displaystyle 1,2,3,4,5,6,7\cdots }为普通等差数列，故原数列为二阶等差数列。
依此类推，將一个数列的所有后项与前一项之差组成一个新的数列，再將这个新的数列的所有后项与前一项之差组成另一个新的数列，如此进行下去，直到最后的数列如果是普通等差数列，那么原数列就是多阶等差数列。
普通等差数列可以视为一阶等差数列，因而常数数列可以视为零阶等差数列。